# 松ヶ嶺城
松ヶ嶺城（まつがねじょう、まつがみねじょう）は、栃木県矢板市大字上太田小字古城にあった戦国時代の日本の城（山城）。岡本氏の居城。15世紀末期の築城、慶長2年（1597年）廃城。城下町の名をとり松小屋城、あるいは上太田城などとも呼ばれる。

## 沿革
『栃木県の中世城館跡』によれば、永正年間に塩谷孝綱によって築かれたとされる。一方、文明10年（1478年）正月18日、宇都宮正綱の四男弥五郎（弥六郎）が養子として塩谷氏に入った際、付家老として岡本重親が塩谷の地にやってきて居城として築かれるともいう。具体的な年代は不明であり、塩谷の地に入ってすぐに築かれたとは考え難いが、文明10年（1478年）以降の15世紀末期の内に築かれたものと考えられている。
重親、正重、正親と3代経て、松ヶ嶺城が戦場となることは一度もなかったが、2代正重、また、正親が一時塩谷家を追放されていた天正13年（1585年）3月25日には、正親の弟氏宗が那須氏との戦いで討死するなど、城主には不遇が多かった。
ただ、松ヶ嶺城は城地が狭く、天然の水堀となっていた城の東を流れる中川（ちゅうかわ）は、通称「バカ川」と呼ばれるほどに氾濫を繰り返し、城下の松小屋の人々を苦しませていたため、塩谷氏から独立すると、正親は居城を泉城に移し、松ヶ嶺城を廃城とした。しかし、城があった山は、寺地山、寺中山などと呼ばれており、松ヶ嶺城の南側にあった岡本氏の旧菩提寺である慈光寺は、元和2年（1616年）まで存続していたため、廃城後も慈光寺の敷地という名目で、実質的には有事の際に使われる詰め城、あるいは陣城などとして、寺が廃寺になるまで機能していたのではないかと考えられている。

## 歴代城主
| 初代 | 岡本重親  | 生没年不詳                                      |
| 2代  | 岡本正重  | 永正3年（1506年）? - 天文7年（1538年）？        |
| 3代  | 岡本正親  | 享禄元年（1528年）生～慶長7年（1602年）8月9日没 |
| 4代  | 岡本氏宗※ | 生年不詳～天正13年（1585年）3月25日没           |

※岡本氏宗については、正親が塩谷の地を追われていた僅かな期間に城主であったと推定される。したがって、最後の城主となるのは正親である。

## 城址の状態

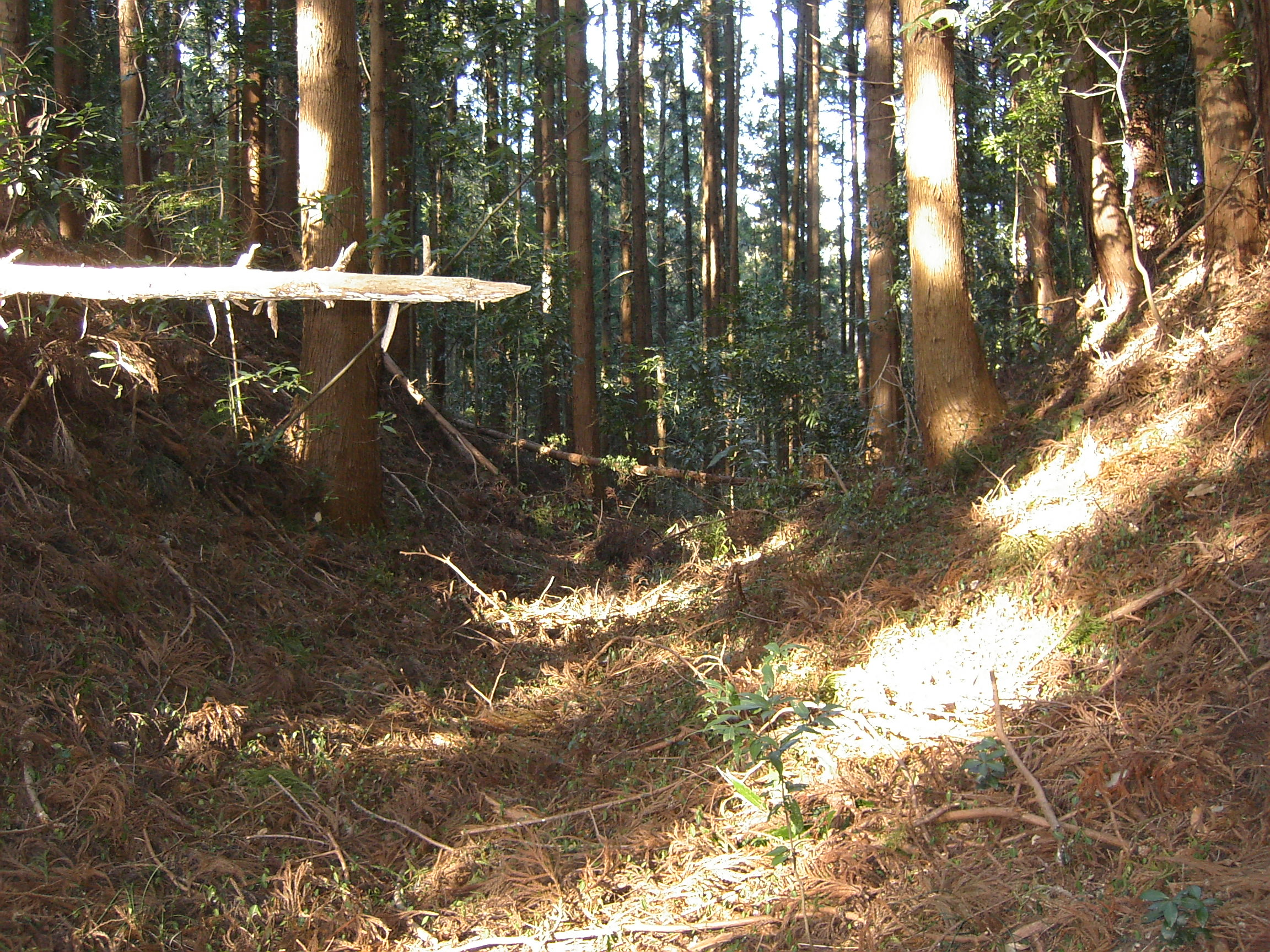
松ヶ嶺城主郭後方(西側)の堀切

『矢板市史』によると、城跡は、寺中山、寺地山、城山、古城などと呼ばれているが、城下町である松小屋が城の廃城後に衰退し、現在は完全に廃村となってしまっているため、当地が城跡であることを知る人は地元でも少ない。ただ、城郭遺構は、一部を除いて、ほぼ完全に残っている。その主郭には、かつて愛宕神社が建てられ奉られていたが、大正時代に入って、城の北東にある箒根神社に合祀され、その礎石などが残るのみとなっている。
また、城跡の西側には、山の斜面を沿うように東北自動車道が走っている（『栃木県の中世城館跡』）。

## 参考資料
- 矢板市史
- 矢板市遺跡地図
- 塩谷朝業